# Rock the Boat
"Rock the Boat" – rhytm and bluesowa kompozycja autorstwa Static Majora, Erica Seatsa i Rapture Stewarta zrealizowana na trzeci studyjny album amerykańskiej wokalistki Aaliyah zatytułowany − po prostu − Aaliyah. Utwór został wyprodukowany przez Keybeats oraz wydany jako drugi singel promujący album w Ameryce Północnej (w 2001), a trzeci w pozostałych rejonach świata (w 2002). W 2002 piosenka była nominowana do nagrody Grammy w kategorii Best Female R&B Vocal Performance.

## Listy utworów i formaty singla
Australian CD Single
1. "Rock the Boat (Album Version)" − 4:34
2. "Rock the Boat (Club Mix)" − 5:15
3. "We Need a Resolution (Album Version feat. Timbaland)" − 4:03

US 7" Double A-Side Single
1. "Rock the Boat (Album Version)" − 4:35
2. "More than a Woman (Album Version)" − 3:51

UK CD Single
1. "Rock the Boat (Album Version)" − 4:35
2. "Rock the Boat (Mixzo Club Mix)"
3. "Rock the Boat (Doug Lazy Club Mix)"
4. "Rock the Boat (Enhanced Video)" − 5:30

## Teledysk
Wideoklip do utworu wyreżyserował Hype Williams, znany ze współpracy z artystami muzyki R&B i soul. Teledysk nie posiada fabuły; ukazuje sceny, w których Aaliyah tańczy na plaży i jachcie oraz w morzu. Choreografię stworzyła bliska przyjaciółka wokalistki, Fatima Robinson.
Zdjęcia do teledysku powstawały na Bahamach począwszy od 22 sierpnia 2001. Trzy dni później, gdy materiał był już gotowy, Aaliyah i ośmiu pasażerów samolotu, którym ekipa realizacyjna wracała do Stanów Zjednoczonych, zginęła w katastrofie lotniczej. Odpowiedzialny za tragedię Luis Morales III nie był wówczas w pełni licencjonowanym pilotem, a w jego krwi wykryto kokainę i alkohol.
Premiera klipu do piosenki "Rock the Boat" odbyła się w październiku 2001 w jednym z odcinków programu telewizji BET Access Granted, który do dziś pozostaje najchętniej oglądanym epizodem tej serii.

## Pozycje na listach przebojów
| Notowanie (2001-2002)            | Najwyższa pozycja |
| -------------------------------- | ----------------- |
| Australian Singles Chart         | 4                 |
| Belgian Singles Chart            | 4                 |
| Dutch Singles Chart              | 1                 |
| German Top 100 Singles Chart     | 7                 |
| Nederlandse Top 40               | 9                 |
| Swiss Singles Chart              | 2                 |
| UK Singles Chart                 | 12                |
| U.S. Billboard Hot 100           | 14                |
| U.S. Billboard R&B/Hip-Hop Songs | 2                 |
| U.S. Billboard Radio Songs       | 13                |